# Saint-Maxent
Saint-Maxent (picardisch: Saint-Manchin) ist eine nordfranzösische Gemeinde mit 389 Einwohnern (Stand 1. Januar 2022) im Département Somme in der Region Hauts-de-France. Die Gemeinde liegt im Arrondissement Abbeville und ist Teil der Communauté de communes interrégionale Aumale Blangy-sur-Bresle und des Kantons Gamaches.

## Geographie

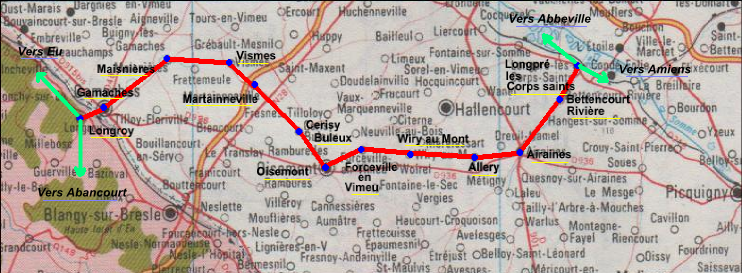
Verlauf der früheren Bahnstrecke

Das Zentrum der  Gemeinde auf der fast ebenen Hochfläche des Vimeu liegt südlich der früheren Route nationale 28. Der Windpark im Süden der Gemeinde erstreckt sich in die Nachbargemeinden Doudelainville und Fresnes-Tilloloy. Der Ort lag an der 1993 stillgelegten Bahnstrecke von Longpré-les-Corps-Saints nach Gamaches (Haltepunkt bei der Agrargenossenschaft an der Grenze zu Martainneville).

## Geschichte
Der Ort wurde im Jahr 1126 erstmals genannt. Die Herrschaft gehörte zur Ballei von Abbeville.

## Einwohner
| 1962 | 1968 | 1975 | 1982 | 1990 | 1999 | 2006 | 2011 | 2018 |
| ---- | ---- | ---- | ---- | ---- | ---- | ---- | ---- | ---- |
| 421  | 417  | 379  | 365  | 365  | 369  | 378  | 414  | 393  |

## Sehenswürdigkeiten
- Kirche Saint-Maxent[1]
- Windmühle aus dem 16. Jahrhundert, 1948 als Monument historique klassifiziert[2]

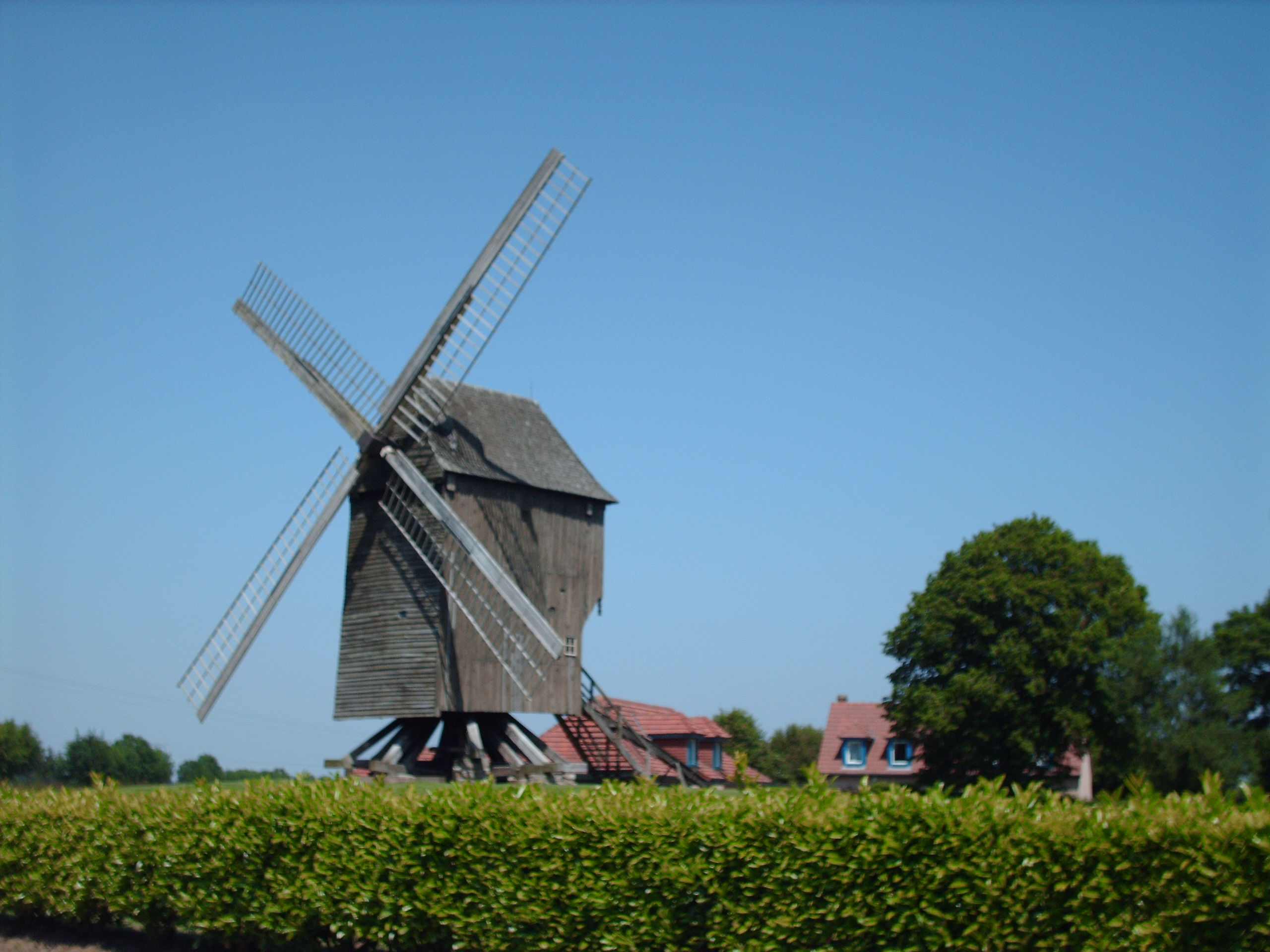
Windmühle

- Kriegerdenkmal